# Nicklas Holm
Nicklas David Holm (Copenhague, 8 de marzo de 1981) es un deportista danés que compitió en vela en la clase Star. Ganó una medalla de bronce en el Campeonato Europeo de Star de 2002.

## Palmarés internacional
| \| Campeonato Europeo \| Campeonato Europeo \| Campeonato Europeo \| Campeonato Europeo \| \| Año \| Lugar \| Medalla \| Clase \| \| ------------------ \| ------------------ \| ------------------ \| ------------------ \| \| 2002 \| Génova (Italia) \| Medalla de bronce \| Star \| |                 |                   |       |
| Campeonato Europeo |                 |                   |       |
| Año | Lugar           | Medalla           | Clase |
| 2002 | Génova (Italia) | Medalla de bronce | Star  |